# Синячкин, Владимир Павлович
Владимир Павлович Синячкин (род. 16 сентября 1959 года в г. Волгоград, Россия) — советский российский филолог, преподаватель высшей школы. Доктор филологических наук, профессор, заведующий кафедрой русского языка и межкультурной коммуникации факультета гуманитарных и социальных наук Российского университета дружбы народов.

## Биография
1986 г. — с отличием окончил историко-филологический факультет Университета дружбы народов имени Патриса Лумумбы.
2002 г. — защитил кандидатскую диссертацию на соискание ученой степени кандидата филологических наук на тему «Концепт „хлеб“ в русском языке и русской культуре (лингвокультурологические аспекты описания)».
2011 г. — защитил диссертацию на соискание ученой степени доктора филологических наук по специальности «Теория языка». Тема — «Общечеловеческие ценности в русской культуре: лингвокультурологический анализ».
С 1986 г. — ведет преподавательскую деятельность.
1998-2014 гг. — начальник Управления социального развития РУДН.
С 2006 г. по настоящее время является заведующим кафедрой русского языка и межкультурной коммуникации РУДН.
С 2014 г. — главный редактор журнала «Полилингвиальность и транскультурные практики» (бывший «Вестник РУДН: Вопросы образования: языки и специальность») (ВАК России).
2014 г. — награждён почетной грамотой Министерства образования РФ.
2025 г. — награждён медалью Пушкина.

## Преподавание
Синячкин читает курсы для студентов бакалавриата, магистратуры и аспирантуры направлений «Международные отношения», «Политология», «Филология» факультета гуманитарных и социальных наук, института гостиничного бизнеса и туризма, факультета русского языка и общеобразовательных дисциплин РУДН:
1. «Орфография русского языка»;
2. «Обобщающий курс русской орфографии»;
3. «Лингвокультурология»;
4. «Формирование образов языкового сознания»;
5. «Основы преподавания русского языка как иностранного».

Синячкин — один из авторов и разработчиков курсов русского языка как иностранного для дошкольников и школьников, проживающих за рубежом, в том числе:
1. «Учимся грамоте вместе» (информационно-методическая поддержка родителей детей-мигрантов);
2. «Добрые слова. Начальная школа русского этикета»;
3. «Русский язык — да!»;
4. «Воспитание сказкой»;
5. «Русский язык и музыка для дошкольников»;
6. «Формирование полиязычной личности в дошкольном учреждении: развитие системной грамотности у детей»;
7. «Учебно-методический комплекс по русскому языку для детей соотечественников, проживающих за рубежом».

## Наука
Синячкиным были разработаны уникальные курсы преподавания русского языка, в том числе курс русской орфографии и курс русского языка как иностранного (РКИ), ориентированный на лингвокультурологический подход. В основе подхода лежит понимание того, что речевое общение людей в обществе помимо технологических правил регулируется еще и ценностными ориентирами, без усвоения которых овладение русским языком невозможно, и поэтому преподавание системы ценностей русской культуры является необходимым элементом обучения русскому языку как иностранному.
Синячкин создал комплексные методические пособия по языковой трансмиссии, укреплению и развитию родного языка для детей соотечественников, проживающих за рубежом, а также для их родителей. Отличительная особенность пособий заключается в применении культурологического подхода к преподаванию языка. Дети знакомятся не только с системой русского языка и ее ярусами, но и, в первую очередь, с концептуальным полем «русский мир», вхождение в которое позволяет им получить целостное и углубленное понимание того, какие принципы находятся в основе функционирования самого русскоязычного общества.
Синячкиным ежегодно проводится масштабная международная конференция «Жизнь языка в культуре и социуме», нацеленная на расширение профессиональных и научных связей специалистов-представителей разных областей знания, обмен научными теориями и гипотезами, новаторскими педагогическими идеями и практиками в области психолингвистики и методики преподавания РКИ.
Он одним из первых в отечественной филологии стал говорить о необходимости интеграции психолингвистического и лингвокультурологического подходов к изучению фактов языка и доказал научную состоятельность этой позиции в своей диссертационной работе. Ввел в терминологический аппарат лингвистики понятие концептуальной энантиосемии, которое в настоящее время активно используется исследователями при описании прагматических аспектов коммуникации.

## Научные интересы
- орфография русского языка (конвенциональный и неконвенциональный подходы к изучению);
- проблемы лингвокультурологии и лингвистической концептологии на уровне диахронии и синхронии;
- вопросы аксиологической лингвистики;
- системное преподавание русского языка;
- преподавание русского языка как иностранного;
- проблемы русского языка и культуры речи;
- преподавание русского языка в начальной школе;
- преподавание русского языка в национальной школе.

## Научное кредо
Per Aspera ad Astra («Сквозь тернии к звездам»)
«Тернии на пути познания неизбежны. Освоение новой эпистемы, вхождение в неизвестное ранее коммуникативное пространство, знакомство с зачастую противоречащими друг другу парадигмами требует и от преподавателя, и от студентов серьезной работы, каждодневного вызова и преодоления трудностей. Тернии окружают нас повсюду; как в известной „салонной сказке“ Ш. Перро, они — препятствие к волшебной цитадели, где смелого и настойчивого ждет награда. Быть исследователем, готовым раз за разом проверять свои теории на прочность, равно как и быть преподавателем, способным научить своих студентов продолжать поиск несмотря ни на что — моя миссия. Нельзя учиться, не учась. По-настоящему ценны лишь те достижения, которые стоили усилий: выполнение простейших алгоритмов — не подвиг. А знания, умения и пластичные навыки — те самые „звезды“, ради которых мы начинаем любое обучение».